# April Pearson
Pour les articles homonymes, voir Pearson.
April Janet Pearson est une actrice anglaise née le 23 janvier 1989 à Bristol. Elle a notamment joué le rôle de Michelle Richardson dans les 2 premières saisons de la série télévisée britannique Skins. Avant de jouer dans cette série, April a fait de petites apparitions dans Casualty. À la fin de sa génération de personnages dans Skins, elle a fait le grand saut du petit au grand écran dans le film Tormented y interprétant une lycéenne.

## Filmographie
- 1998 : Casualty (série télévisée), dans le rôle de Karen Shevlin.
- 2007 - 2008 : Skins (série télévisée), dans le rôle de Michelle Richardson Apparition saison 1 et 2.
- 2009 : Tormented : dans le rôle de Tasha, en compagnie de Larissa Wilson qui a joué également dans Skins sous le rôle de Jal Fazer.